# وودي غاثري
وودرو ويلسون أو «وودي» أو غوتري (14 من يوليو 1912م - 3 من أكتوبر 1967م)وكان تكرارًا يردد شعارًا وهو يعزف على جيتاره هذه الآلة تقتل الفاشية. مغني ومؤلف أغاني وملحن فلكلوري أمريكي، يحوي إرثه على المئات من الأغاني السياسية والتقليدية وأغاني الأطفال والبوب الشعبي والأعمال الارتجالية. وكان تكرارًا يردد شعارًا وهو يعزف على جيتاره هذه الآلة تقتل الفاشية. وتعد أغنية "This Land Is Your Land" (هذه الأرض أرضك) هي أشهر أغانيه على الإطلاق. كما حُفِظت العديد من أغانيه في مكتبة الكونجرس. ويعترف بعض مؤلفي الأغاني مثل بوب ديلان (Bob Dylan)وفيل أوكس (Phil Ochs) وبروس سبرينغستين (Bruce Springsteen) وجون ميلينكامب (John Mellencamp) وبيت سيجر (Pete Seeger) وجو سترومر (Joe Strummer) وبيلي براج (Billy Bragg) وجيف تويدي (Jeff Tweedy) وتوم باكسون (Tom Paxton) بأن غوتري هو المُلهم الرئيس لهم.
وتعبر العديد من أغانيه عن خبرته التي اكتسبها في عصر قصعة الغبار أثناء الكساد الكبير في الوقت الذي سافر فيه غوتري مع العمال المهاجرين من أوكلاهوما إلى كاليفورنيا مما أدى إلى تعلمه لفلكلورهم التقليدي وأغاني البلوز واكتسابه اسم «تروبادوري قصعة الغبار.» ارتبط غوتري طيلة حياته بالجماعات الشيوعية الأمريكية ومع ذلك، على ما يبدو، فإنه لم يكن عضوًا بأي منها.
كما تزوج غوتري ثلاثة مرات كما أنجب ثمانية أولاد من بين أولاده عازف الفلكلور الأمريكي أرلو غوتري (Arlo Guthrie). وانتقل غوتري إلى مثواه الأخير بعد إصابته بـداء هنتنغتون اضرابات الأعصاب الجينية المتقدمة. وفي سنوات غوتري الأخيرة، وبالرغم من مرضه تم اختياره كرئيس شرفي للحركة الفلكلورية حيث يُعد الملهم للعديد من عازفي الفلكلور الجدد والمرشد والمعلم لبعضهم على رأسهم رامبلين جاك ايليوت (Ramblin' Jack Elliott) وبوب ديلن (Bob Dylan).
نشأ غاثري لأبوين من الطبقة الوسطى في أوكيما، أوكلاهوما، حتى بلغ أربعة عشر عامًا، حين أُدخلت أمه المستشفى نتيجة إصابتها بداء هنتنغتون، وهو اضطراب عصبي وراثي قاتل. انتقل أبوه إلى بامبا، تكساس ليسدّ ديونه من صفقات عقارية غير ناجحة. تعلم غاثري في مطلع مراهقته الأغاني الشعبية والبلوز من أصدقاء والديه. تزوج غاثري عندما بلغ تسعة عشر عامًا، ولكنه مع قدوم عواصف الرمل التي ميزت فترة قصعة الرمال، ترك زوجته وأطفاله الثلاثة لينضم إلى آلاف المهاجرين الأوكلاهوميين الباحثين عن العمل في كاليفورنيا. عمل في محطة راديو لوس أنجلوس «كي إف في دي»، محققًا بعض الشهرة من عزفه موسيقا الهيلبيلي، وصادق هناك ويل غير وجون ستين بيك، وصار كاتبًا للصحيفة الشيوعية بيبولز وورلد منذ مايو عام 1939 وحتى يناير عام 1940.
ارتبط غاثري خلال حياته بالمجموعات الشيوعية في الولايات المتحدة الأمريكية، وإن كان يبدو أنه لم ينتمِ إلى أي منها. مع اندلاع الحرب العالمية الثانية، ومعاهدة عدم الاعتداء التي وقعها الاتحاد السوفييتي مع ألمانيا عام 1939، لم يرتح ملّاك محطة الراديو «كي إف في دي» لتوجهات غاثري السياسية. ترك غاثري المحطة، وانتقل إلى نيويورك حيث كتب ألبومه الصادر عام 1940 المسمى دست بول بالادز وسجّله، وهو ألبوم قائم على تجاربه في العقد السابق جنى منه غاثري لقبه «دست بول تروبادور». في فبراير عام 1940، كتب أشهر أغانيه، «ذيس لاند إز يور لاند» (هذه الأرض أرضك). وقال إنها كانت ردًا على ما شعر أنه ترداد زائد لأغنية إرفنغ برلين «غاد بليس أمريكا» (بارك الرب أمريكا) في الراديو.
تزوج غاثري ثلاث مرات وأنجب ثمانية أولاد. أصبح ابنه أرلو غاثري معروفًا على مستوى الوطن بأنه موسيقي. توفي غاثري في عام 1967 بسبب مضاعفات داء هنتنغتون. توفيت ابنتاه الأوليان كذلك بسبب الداء نفسه. كان غاثري في سنينه الأخيرة، رغم مرضه، رأسًا في حركة الموسيقا الشعبية، ليلهم من بعده جيلًا من الموسيقيين الشعبيين والريفيين، ويدرب رامبلين جاك إليوت وبوب ديلن.

## سيرة حياته

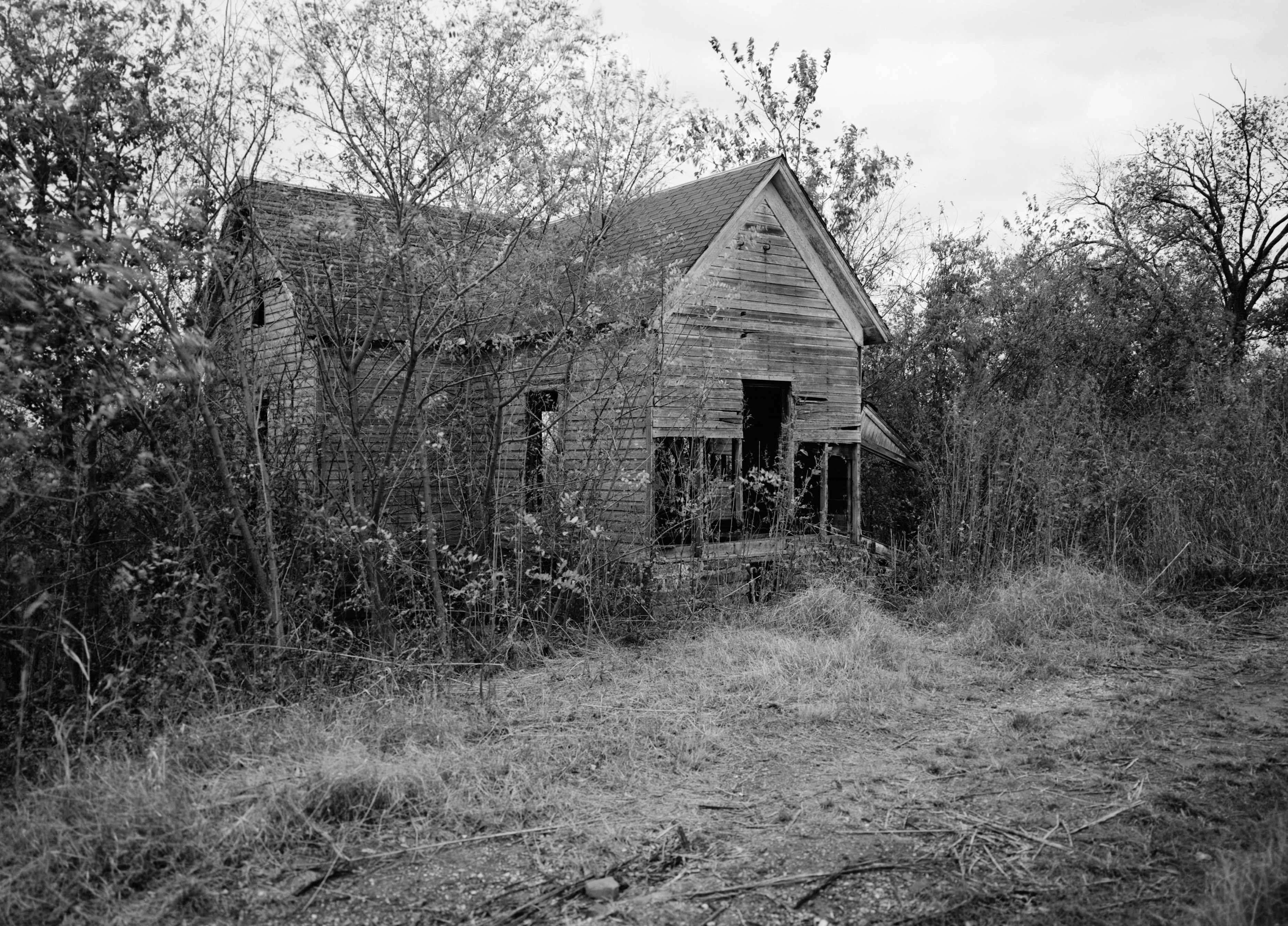
منزل جاثري

### نشأته: 1912–1931
وُلد غاثري في 14 يوليو عام 1912 في أوكيما، وهي بلدة صغيرة في إقليم أوكفسكي، أوكلاهوما، وهو ابن نورا بيل وتشارلز إدوارد غاثري. أسماه والداه وودرو على اسم وودرو ويلسن، حاكم نيوجرسي والمرشح الديمقراطي الذي انتُخب رئيسًا للولايات المتحدة الأمريكية في خريف عام 1912. كان تشارلز غاثري رجل أعمال مجتهدًا، وامتلك أكثر من 30 قطعة أرض في إقليم أوكفسكي. كان مشاركًا فاعلا في سياسات أوكلاهوما ومرشحًا ديمقراطيًا محافظًا لمجلس الإقليم. يُقال إن تشارلز غاثري كان مشتركًا في إعدام لورا وَإل. دي. نيلسن. (كتب وودي غاثري ثلاث أغنيات عن هذا الحادث في ستينيات القرن العشرين. قال إن أباه، تشارلز، أصبح عضوًا في كو كلوكس كلان أيام بعثها في عام 1915).
حدثت ثلاث حرائق غيّرت مجرى حياة غاثري في طفولته. أولها حريق في عام 1909 تسبب في فقدان بيت العائلة في أوكيما، بعد شهر من اكتمال بنائه. عندما كان غاثري ابن سبعة أعوام، توفيت أخته كلارا بعد أن حرقت ثيابها إثر جدال مع أمها، ثم بعد ذلك في عام 1927، أُصيب أبوهم بحروق نتيجة لاندلاع حريق في بيته. أُصيبت أم غاثري، نورا، بداء هنتنغتون، ولكن أسرتها لم تكن تعرف بذلك حينها، ولم يروا فيها إلا الخرف وتنكس العضلات.
عندما بلغ وودي سن الرابعة عشرة، أُرسلت نورا إلى مشفى أوكلاهوما للمجانين. كان أبوه حينئذ يعيش ويعمل في بامبا، تكساس ليسد ديونًا بسبب صفقات عقارية غير ناجحة. كان وودي وإخوته وحدهم في أوكلاهوما، واعتمدوا على أخيهم الأكبر روي ليؤمن لهم معيشتهم. عمل وودي ابن الأربعة عشر عامًا أعمالًا صغيرة حول أوكيما، وتسوّل وجبات الطعام، وكان ينام أحيانًا في بيوت أصدقاء العائلة.
كان عند غاثري ميل طبيعي نحو الموسيقا، إذ تعلم الأغاني الراقصة والإنجليزية التقليدية والاسكتلندية من آباء أصدقائه. صادق غاثري صبي تلميع أحذية يُدعى جورج، وكان يعزف البلوز بالهارمونيكا. بعد أن سمع غاثري عزف جورج، اشترى آلة هارمونيكا وصار يعزف معه. اعتاد بعد ذلك أن يغني جائلًا ليجمع المال والطعام. رغم أن غاثري لم يكن طالبًا ممتازًا وترك الدراسة في الثانوية في آخر سنينها قبل التخرج، فقد وصفه أساتذته باللامع. كان غاثري قارئًا نهمًا في مجال واسع من الموضوعات.
في عام 1929، أرسل أبو وودي إلى ابنه لينضم إليه في تكساس، ولكن هذا لم يغير من حالة الموسيقي الحالم إلا قليلًا. كان غاثري كارهًا أخذَ دروس في المدرسة الثانوية في بامبا، وكان يقضي جل وقته يتعلم الأغاني بالتجول في الطرقات ويقرأ في المكتبة في مجلس مدينة بامبا. كان يعزف بانتظام على رقصات عمه (أخو والده غير الشقيق) جيف غاثري، وهو عازف كمان. توفيت أمه في عام 1930 في مشفى أوكلاهوما للمجانين بسبب مضاعفات داء هنتنغتون.

### ثلاثينيات القرن العشرين

#### زواجه وعائلته
حين بلغ غاثري 19 عامًا، التقى زوجته الأولى ماري جينينغس وتزوجها في تكساس عام 1931. أنجبا ثلاثة أولاد: غويندولِن، وَسو، وَبِل. توفي بِل بحادث سيارة عندما كان في سن 23. توفيت الابنتان بسبب داء هنتغتنون في سن 41، في سبعينيات القرن العشرين، بعد أن انتقل إليهما وضوحًا من أبيهما، وإن كان غاثري نفسه لم يُشخّص بالمرض إلا بعد فترة طويلة.
تطلق غاثري وماري في عام 1940. تزوج غاثري مرتين أخريين، بمارجوري غرينبلات (1945–53)، ثم أنيكي فان كيركاند (1953–56)، وأنجب من الجميع ثمانية أولاد.

### في كاليفورنيا
أيام قصعة الرمال، انضم غاثري إلى آلاف الأوكلاهوميين وغيرهم مهاجرًا إلى كاليفورنيا بحثًا عن عمل، تاركًا خلفه زوجته وأولاده في تكساس. دار كثير من أغانيه حول الظروف التي واجهها أهل الطبقة العاملة.
في الفترة الأخيرة من ذلك العقد، أحرز شهرة مع شريكه في الراديو ماكسين«ليفتي لو» كريسمان، بوصفه مذيعًا لبرنامج يبث موسيقا الهيليبيلي والموسيقا الشعبية التقليدية. جمع غاثري مالًا كافيًا فأرسل إلى أسرته لينتقلوا إلى تكساس معه. عندما كان غاثري يظهر في محطة «كي إف في دي»، التي يملكها أحد ديمقراطيي الصفقة الجديدة، فرانك ويلش بورك، بدأ غاثري يكتب بعض الأغاني الاحتجاجية ويغنيها حتى أطلق أخيرًا ألبومه المسمى دست بول بالادز.

## حياته الشخصية
تزوج غاثري ثلاث مرات وأنجب ثمانية أولاد، منهم الموسيقي الشعبي الأمريكي آرلو غاثري.
- تزوج: ماري إستا جينينغز (1933–1943)، مارجوري غرينبلات مازيا (1945–1953)، أنيكي فان كيرك (1953–1954).
- أولاده (8): غويندولن غيل (1935–1976)، سو (1937–1978)، بِل (1939–1962)، كاثي آن (1943–1947)، آرلو ديفي (1947–)، جودي بن (1948–)، نورا (1950–)، لورينا لين (1954–1973).
- هو جدّ الموسيقية سارة لي غاثري.

### الاستشهادات
1. ↑  Internet Movie Database (بالإنجليزية), QID:Q37312
2. ↑  Library of Congress. Related Material – Woody Guthrie Sound Recordings at the American Folklife Center. Retrieved on November 27, 2007. نسخة محفوظة 29 يونيو 2017 على موقع واي باك مشين.
3. ↑  Alarik, Scott. Robert Burns unplugged. The Boston Globe, August 7, 2005. Retrieved on December 5, 2007. نسخة محفوظة 04 مارس 2016 على موقع واي باك مشين.
4. ↑  Christine A. Spivey. "This Land is Your land, This Land is My Land: Folk Music, Communism, and the Red Scare as a Part of the American Landscape". Student Historical Journal 1996–1997, Loyola University New Orleans, 1996. مؤرشف من الأصل في 2008-06-25. اطلع عليه بتاريخ 2012-07-12.
5. ↑  Spitzer، Nick (15 فبراير 2012). "The Story Of Woody Guthrie's 'This Land Is Your Land'". NPR Music. National Public Radio (NPR). مؤرشف من الأصل في 2020-03-06. اطلع عليه بتاريخ 2018-09-03.
6. ↑  Christine A. Spivey. "This Land is Your land, This Land is My Land: Folk Music, Communism, and the Red Scare as a Part of the American Landscape". Student Historical Journal 1996–1997, Loyola University New Orleans, 1996. مؤرشف من الأصل في 2008-06-25. اطلع عليه بتاريخ 2012-07-12.
7. ↑  Alarik, Scott. Robert Burns unplugged. The Boston Globe, August 7, 2005. Retrieved on December 5, 2007. نسخة محفوظة 4 مارس 2016 على موقع واي باك مشين.
8. ↑  Ed Cray (2006). Ramblin Man: The Life and Times of Woody Guthrie. W. W. Norton & Company. ص. 11. ISBN:9780393343083. مؤرشف من الأصل في 2020-03-07.
9. ↑  Reitwiesner, William Addams. Ancestry of Arlo Guthrie. Retrieved on November 7, 2007. نسخة محفوظة 19 أبريل 2018 على موقع واي باك مشين.
10. ↑  Woody Guthrie (1966). "Lyrics:Don't Kill My Baby and My Son". woodyguthrie.org. مؤرشف من الأصل في 2020-03-01. اطلع عليه بتاريخ 2010-08-25.
11. ↑  Mark Allan Jackson (2008). Prophet Singer: The Voice and Vision of Woody Guthrie. University Press of Mississippi. ص. 136. ISBN:9781604731460. مؤرشف من الأصل في 2018-11-14.
12. ↑  Klein, Woody Guthrie, pp. 26, 32, 39
13. ↑  "Happy 100th Birthday Woody Guthrie!". Celebrity Diagnosis. 14 يوليو 2012. مؤرشف من الأصل في 2018-09-04. اطلع عليه بتاريخ 2012-12-18.
14. ↑  Ed Cray (2006). Ramblin Man: The Life and Times of Woody Guthrie. W. W. Norton & Company. ص. 18. ISBN:9780393343083. مؤرشف من الأصل في 2020-03-07.
15. ↑  Ed Cray (2004). Ramblin Man: The Life and Times of Woody Guthrie. W. W. Norton & Company. ص. 30. مؤرشف من الأصل في 2020-03-07.
16. ↑  Ed Cray (2004). Ramblin Man: The Life and Times of Woody Guthrie. W. W. Norton & Company. ص. 28. مؤرشف من الأصل في 2020-03-07.
17. ↑  Ed Cray (2004). Ramblin Man: The Life and Times of Woody Guthrie. W. W. Norton & Company. ص. 44. مؤرشف من الأصل في 2020-03-07.
18. ↑  Guthrie، Woody (1942). "Ear Players". Common Ground ع. Spring: 32. مؤرشف من الأصل في 2017-09-08.
19. ↑  Guthrie's interview with آلان لوماكس at the مكتبة الكونغرس Recording Sessions, as recorded in Cray, Ramblin Man, p. 28.
20. ↑  "Guthrie, Woodrow Wilson (1912–1967)". Oklahoma Historical Society. مؤرشف من الأصل في 2019-10-29. اطلع عليه بتاريخ 2016-09-08.
21. ↑  Klein, Woody Guthrie, p. 62.
22. ↑  "Guthrie Family tree". مؤرشف من الأصل في November 17, 2012. اطلع عليه بتاريخ أكتوبر 2020. {{استشهاد ويب}}: تحقق من التاريخ في: |تاريخ الوصول= (مساعدة)
23. ↑  Klein, Woody Guthrie, pp. 90–92, 103–12
24. ↑  Ed Cray (2004). Ramblin Man: The Life and Times of Woody Guthrie. W. W. Norton & Company. ص. 139. مؤرشف من الأصل في 2020-03-07.
25. ↑  Kaufman، William (2011). Woody Guthrie: American Radical. Urbana: University of Illinois Press. ISBN:978-0252036026.
26. ↑  Woody Guthrie Archives. "My Constitution and Me" Woody Guthrie Archives Collection. Manuscripts Box 7 Folder 23.1, Unavailable online, link to Woody Guthrie Archives website for contact information. نسخة محفوظة 1 مارس 2020 على موقع واي باك مشين.